# 真反鳥類
真反鳥類（學名：Euenantiornithes）是生存於白堊紀的一類鳥翼類恐龍。它們被認為是反鳥亞綱中較為先進的分類，但不較為原始的伊比利亞鳥及諾蓋爾鳥，主導類群都是生存於中生代晚期。

## 分類
真反鳥類是由路易斯·恰佩（Luis M. Chiappe）所建議，是包含了所有較為接近中國鳥而疏於伊比利亞鳥的類群。由於伊比利亞鳥較為原始，且是反鳥亞綱的基群，所以真反鳥類可能包含了所有伊比利亞鳥以外的反鳥亞綱。此分類一直都受到其他學者的批評，保羅·塞里諾（Paul Sereno）更指真反鳥類只是定義不足的分支。

### 科學分類
真反鳥類下有幾個目，當中很多都只有模式種或是地位未定的，故多被取消。以下的分類更是未受到確認：
基幹種類
- 始小翼鳥（Eoalulavis）

地位未定
- 波羅赤鳥（Boluochia）
- 昆卡鳥（Concornis）
- 尖嘴鳥（Cuspirostrisornis）
- Enantiornithes gen. et sp. indet. CAGS-IG-04-CM-007[2]
- 始反鳥（Eoenantiornis）
- 大嘴鳥（Largirostrornis）
- 龍城鳥（Longchengornis）
- 長嘴鳥（Longirostravis）
- 河北鳥（Hebeiornis）
- Enantiornithes gen. et sp. indet. RBCM.EH2005.003.0002[3]
- 格日勒鳥（Gurilynia）
- 海積鳥（Halimornis）
- 勒庫鳥（Lectavis）
- 利尼斯鳥（Lenesornis）
- 內烏肯鳥（Neuquenornis）
- 雲加鳥（Yungavolucris）

銀河鳥科（Kuszholiidae）
- 銀河鳥（Kuszholia）

異齒鳥目（Aberratiodontuiformes）
- 異齒鳥科（Aberratiodontuidae）
  - 異齒鳥（Aberratiodontus）

華夏鳥目（Cathayornithiformes）
- 華夏鳥科（Cathyornithidae）
  - 中國鳥（Sinornis）
  - 華夏鳥（Cathayornis）
  - 始華夏鳥（Eocathayornis）

阿克西鳥目（Alexornithiformes）
- 阿克西鳥科（Alexornithidae）
  - 阿克西鳥（Alexornis）
  - 克孜勒庫姆鳥（Kizylkumavis）
  - 土鳥（Sazavis）

戈壁鳥目（Gobipterygiformes）
- 戈壁鳥科（Gobipterygidae）
  - 戈壁鳥（Gobipteryx）

反鳥目（Enantiornithiformes）
- 反鳥科（Enantiornithidae）
  - 反鳥（Enantiornis）
- 鳥龍鳥科（Avisauridae）
  - 鳥龍鳥（Avisaurus）
  - 姐妹鳥龍鳥（Soroavisaurus）

未確認種：
- Enantiornithes gen. et sp. indet. MZ 未編號
- Enantiornithes gen. et sp. indet.  Patrick Mechin collection 606[4]

以下的雖未完全確認為真反鳥類，但擁有反鳥亞綱的特徵：
- 長翼鳥（Longipteryx）
- 侏儒鳥（Nanantius）
- 曾祖鳥（Abavornis）
- 發現鳥（Explorornis）
- 花剌子模鳥（Horezmavis）
- 棲息鳥（Incolornis）
- 者勒鳥科（Zhyraornithidae）
  - 者勒鳥（Zhyraornis）

裸名：
- 冀北鳥（Jibeinia）